# Рак Анатолій Васильович
Анато́лій Васи́льович Ра́к (псевдо: «Хмара» «Боженко», «Славута») — (нар. 1923, м. Славута, Хмельницька область — пом. літо 1948, Скала-Подільська, Тернопільська область) — діяч УПА, лицар «Бронзового Хреста заслуги» — 1947.

## Життєпис

Анатолій Рак праворуч

Ймовірно в 1944 році був провідником Чемеровецької округи. З 1945 року — заступник керівника Кам'янець-Подільського Окружного проводу ОУН Григорія Левчука — «Гомона» та командир боївки.
Його загін діяв у Кам'янець-Подільській та південних районах Тернопільської області. Був учасником багатьох рейдів на східні терени України. В загоні діяла і його дружина — псевдо «Лариса», по загибелі чоловіка продовжувала боротьбу.
Влітку 1948 року у Скалі-Подільській під час перестрілки з «стрибками» був поранений у живіт, ледь живого його перевезли до Іванківського лісу, там він помер. Похований на перехресті доріг зі Скали-Подільської до Циган і Бурдяківців.